# Stormens gave
Stormens gave er en amerikansk stumfilm fra 1922 af Tom Forman.

## Medvirkende
- Lon Chaney som Yen Sin
- Marguerite De La Motte som Sympathy Gibbs
- Harrison Ford som John Malden
- John St. Polis som Nate Snow
- Walter Long som Daniel Gibbs
- Buddy Messinger
- Priscilla Bonner som Mary Brent